# Amphibiocapillaria costacruzi
Espèce
Synonymes
- Capillaria costacruzi Travassos, 1932 (protonyme)

Amphibiocapillaria costacruzi est une espèce de nématodes de la famille des Capillariidae.

## Hôtes
Amphibiocapillaria costacruzi parasite l'intestin de grenouilles, comme Pelophylax kl. esculentus.

## Répartition
Amphibiocapillaria costacruzi est connu de péninsule Ibérique.

## Taxinomie
L'espèce est décrite en 1932 par le zoologiste brésilien Lauro Pereira Travassos, sous le protonyme Capillaria costacruzi. En 1982, le parasitologiste tchèque František Moravec déplace l'espèce dans son genre actuel, Amphibiocapillaria.